# Zeu
Zeu est une localité du nord-ouest de la république ougandaise, située dans la province Orientale, district de l'Arua, dans la Sous-région de Nil-Occidental et dans la région Nord (Ouganda).
C'est une localité frontalière de la République démocratique du Congo.